# Château de Glorup
 (octobre 2018).
Si vous disposez d'ouvrages ou d'articles de référence ou si vous connaissez des sites web de qualité traitant du thème abordé ici, merci de compléter l'article en donnant les références utiles à sa vérifiabilité et en les liant à la section « Notes et références ».
Le château de Glorup est un château au Danemark qui se trouve dans la paroisse de Svindinge, appartenant à la commune de Nyborg dans l'île de Fionie (Danemark-du-Sud). De style Louis XVI, c'est l'un des châteaux les plus connus de cette région du Danemark.

## Historique
Le domaine est mentionné en 1390 et l'on construit plus tard au XVIe siècle un château Renaissance avec quatre tours d'angle, entouré de douves, qui est démoli pour laisser la place en 1742-1743 à un petit château baroque bâti par l'architecte Philip de Lange (1710-1766). Le château est réaménagé en 1762-1765 par Christian Joseph Zuber (1736-1802), élève de Nicolas-Henri Jardin (1720-1799) qui participe aux dessins. Le clocheton est élevé en 1773. Le château est entouré d'un parc à l'anglaise. Le domaine agricole et ses terres et forêts consistent en 1 132 hectares.
Glorup appartient à la famille Valkendorf de 1400 à 1661, puis aux Ahlefeldt de 1661 à 1711, lorsqu'il entre en possession de la famille von Plessen. Le domaine est acheté par le comte Adam Gottlob Moltke en 1762, dont les descendants sont toujours les propriétaires aujourd'hui. Le parc est accessible au public.
Andersen fut invité au château.